# Anton von Avanzini

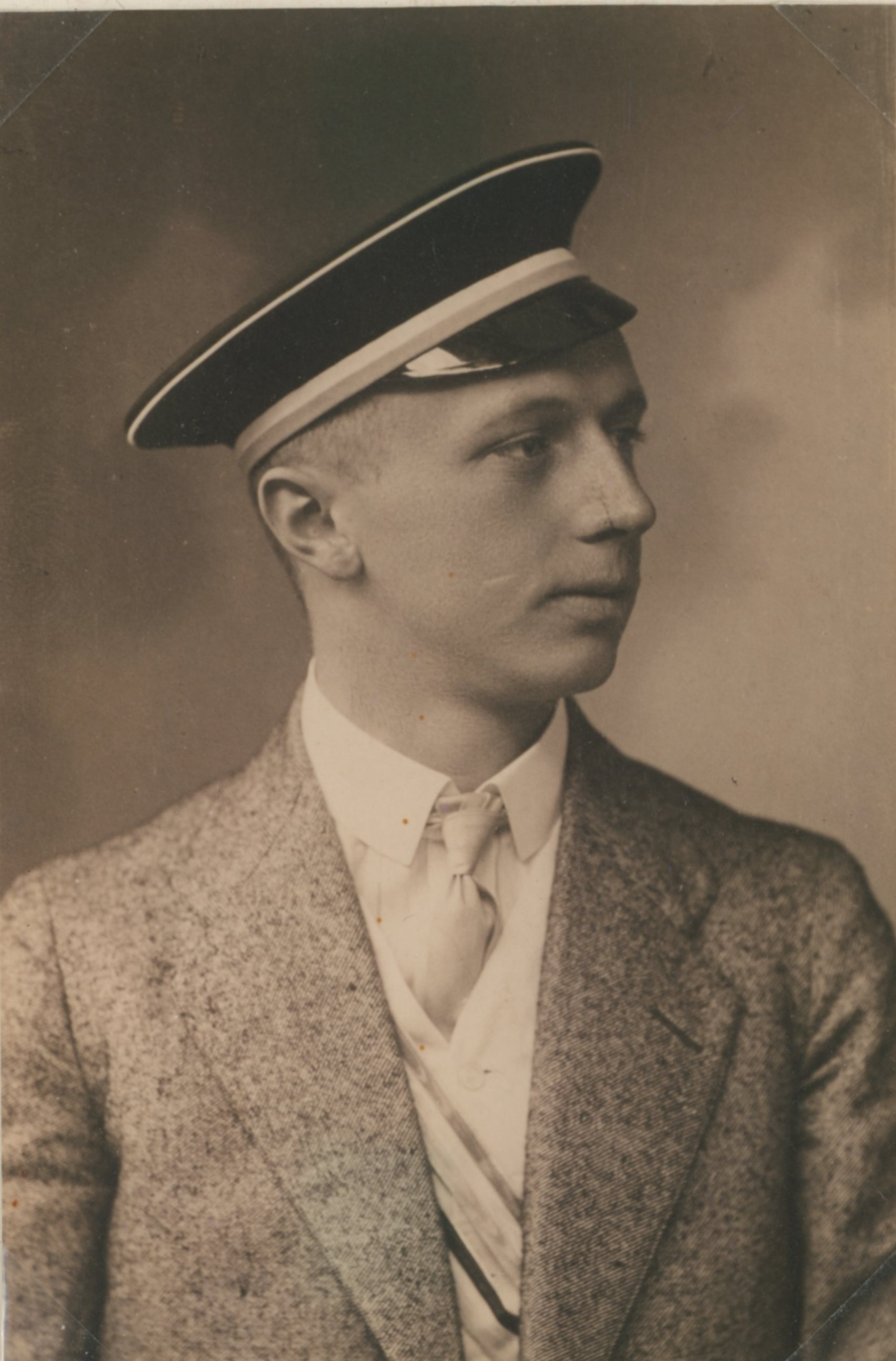
Anton Avanzini (1909)

Anton von Avanzini (* 1890; † 1969) war ein österreichischer Rechtsanwalt und Kommunalpolitiker in Tirol.

## Leben
Avanzini studierte nach der Matura an der Universität Innsbruck und der Ludwig-Maximilians-Universität München Rechtswissenschaft. Sein Studium schloss er mit der Promotion zum Dr. iur. ab. Er wurde Mitglied des Corps Gothia Innsbruck (1907) und des Corps Suevia München (1912). Er begann seine Tätigkeit als Rechtsanwalt in Wörgl, wo er 1915 Olga Mulej heiratete und sich politisch betätigte. Als die Wirtschaftliche Vereinigung (Tirol) bei den Gemeinderatswahlen von Wörgl am 5. November 1922 dreizehn Mandate gewinnen konnte, wurde Avanzini zum Bürgermeister gewählt. In seiner Amtszeit wurde am 16. September 1923 die so genannte Bürgerschule gestartet und gleichzeitig der Bau eines dafür vorgesehenen Gebäudes – die heutige Hauptschule 1 – mit Spatenstich vom 3. September 1926 und der Inbetriebnahme im Jahr 1927 in Angriff genommen. 1925 beauftragte Avanzini Johann Seisl, einen Waldfriedhof anzulegen. Während seiner Amtszeit wurde zudem am Bahnhofsgelände 1926 das Unterwerk zur Elektrifizierung der Bahnanlagen errichtet und in der Augasse auf Initiative des damaligen Verschönerungsvereins (Vorläufer des Tourismusverbands) das Wörgler Freischwimmbad. 1924 erhielt das Krankenhaus unter Avanzini nach den Plänen von Ferdinand Mayr ein drittes Stockwerk und 1926 einen weiteren Trakt.